# Henning Mandüvel
Henning Mandüvel (... – dopo il 1395) è stato un corsaro e pirata tedesco, attivo nel Mar Baltico nel XIV secolo. Lui, Arnd Stuke e Nikolaus Milies erano i principali capitani della prima generazione della compagnia di navigatori, noti come Vitalienbrüder.

## Vita
La data di nascita di Henning Mandüvel non è nota, ma va senz'altro situata nel XIV secolo. Era imparentato con la casata nobiliare meclemburghese dei Manteuffel, che avevano la loro sede nella Signoria di Stargard. Fu presumibilmente il desiderio di arricchirsi che lo spinse ad intraprendere la vita marinara, similmente a come fu per Arnd Stuke.
In una lettera del 1392, Wennemar von Brüggenei, Maestro dell'Ordine teutonico in Livonia, parla di Mandüvel come capitano di una banda di almeno 1500 pirati, in continua crescita, che avevano colpito duramente la diocesi di Reval. Nel corso delle sue spedizioni, Henning Mandüvel arrivò nel golfo di Finlandia e, predando e saccheggiando imbarcazioni e insediamenti costieri, esplorò regioni fino allora sconosciute ai navigatori tedeschi. Ivi, in una piccola insenatura fondò un rifugio, che fu uno degli ultimi dei Vitalienbrüder nel Baltico, venendo distrutto nel 1402 da una flotta anseatica.
Nei documenti ufficiali inoltre Mandüvel viene indicato accanto a Stuke come uno dei comandanti di Visby, la maggiore e meglio difesa roccaforte dei Vitalienbrüder, nella quale richiamavano marinai senza scrupoli, per comporre le loro ciurme e organizzare le loro scorrerie. Nel 1398 però Visby fu conquistata dai Cavalieri teutonici. Henning Mandüvel finì impiccato per pirateria in una data imprecisata.